# Infinispan
Infinispan е мащабируем, високо достъпен ключ / стойност NoSQL хранилище на данни и разпределена платформа за мрежа от данни – 100% с отворен код и написан на Java.
В същността си Infinispan разкрива кеширащ интерфейс, който има удължение java.util.Map. Също така, е изграден от peer-to-peer мрежова архитектура, за да разпределя състоянието ефективно около мрежата от данни.
Предлагайки висока достъпност чрез вземане на копия на състоянията в мрежа, както и евентуално постоянно състояние до конфигурируеми кеш хранилища, Infinispan предлага корпоративни функции, като например ефективни алгоритми за контрол на използването на паметта, както и JTA съвместимост.
В допълнение към peer-to-peer архитектурата на Infinispan, режимът на клиент/сървър също се поддъжа. Това дава възможност да се обработват инстанции на Infinispan като сървъри и свързване към тях, използвайки множество клиенти – както написани на Java, така и други популярни платформи с отворен код.